# Austrogomphus cornutus
Austrogomphus cornutus – gatunek ważki z rodziny gadziogłówkowatych (Gomphidae).